# Премия BRIT Award лучшему британскому соло исполнителю
Премия Brit Award лучшему британскому соло исполнителю (англ. Brit Award for British Male Solo Artist) - награда, присуждаемая Британская ассоциация производителей фонограмм (BPI), организацией, которая представляет звукозаписывающие компании и исполнителей в Великобритании. Эта награда вручается на церемонии вручения британской и международной музыки Brit Awards. Победители и номинанты определяются Академией голосования Brit Awards, насчитывающей более тысячи членов, среди которых лейблы звукозаписи, музыкальные издатели, менеджеры, букинги, СМИ и предыдущие победители и номинанты.
Лучшего британского соло исполнителя больше всего выигрывал Робби Уильямс с четырьмя победами.

## Победители и номинанты

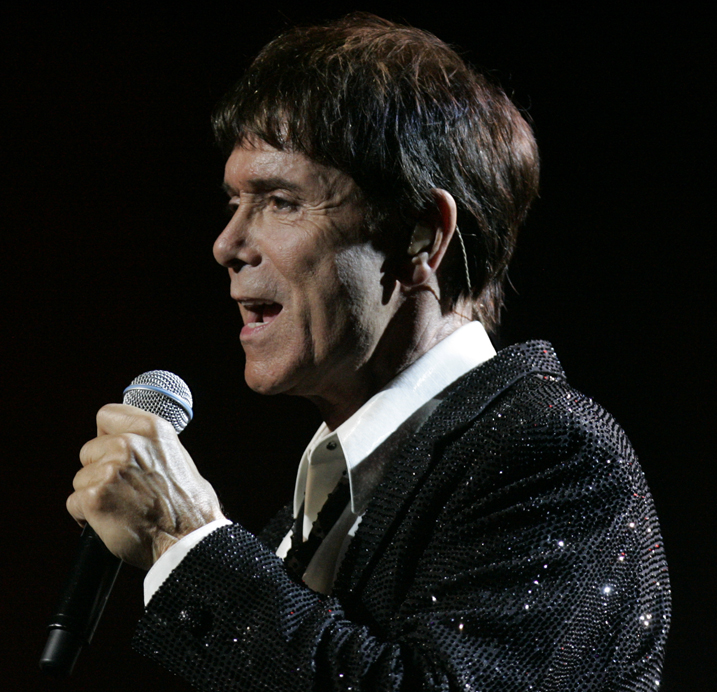
Вступительный и победитель 1982 года Клифф Ричард

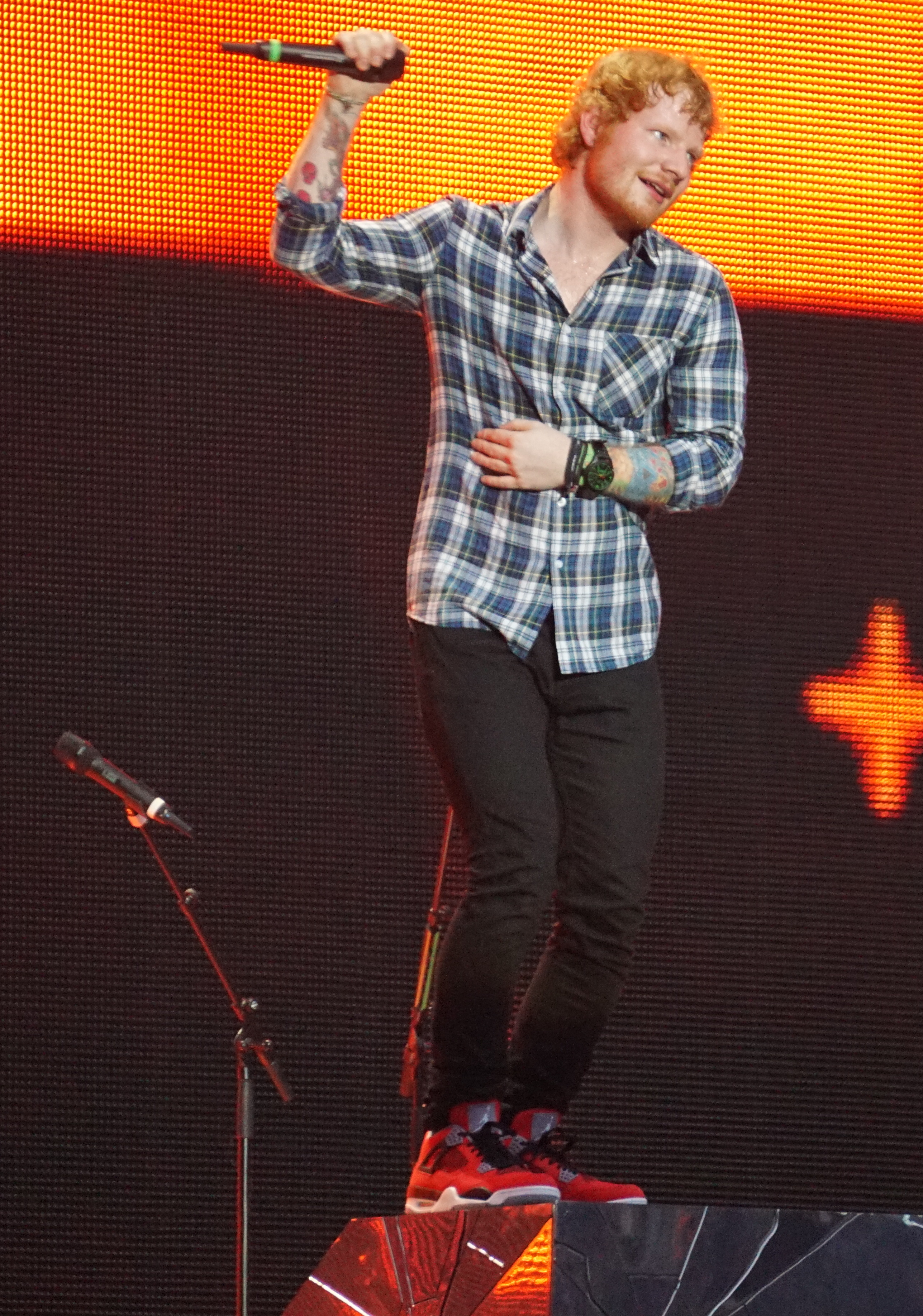
Двукратный победитель Эд Ширан

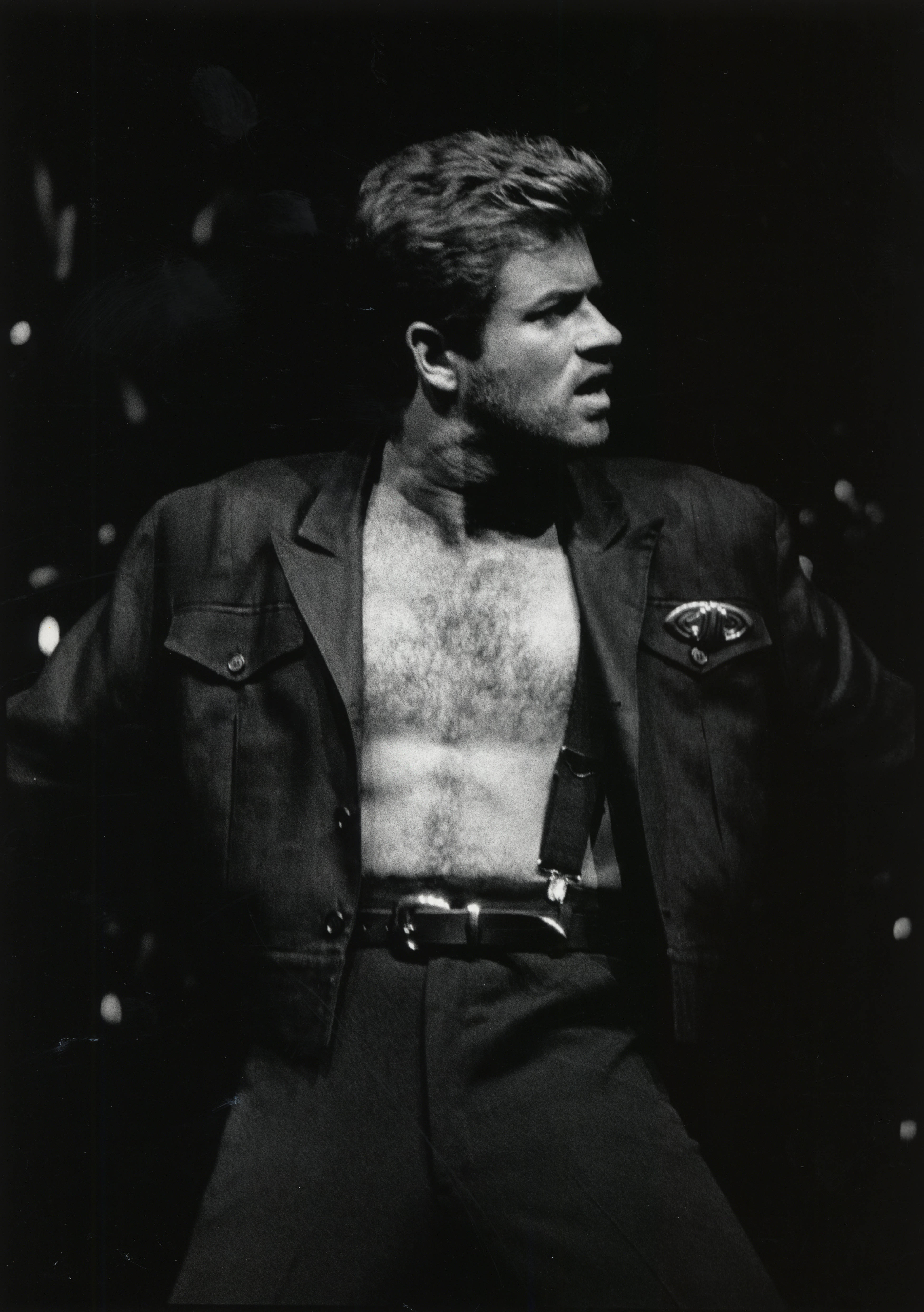
Двукратный победитель Джордж Майкл

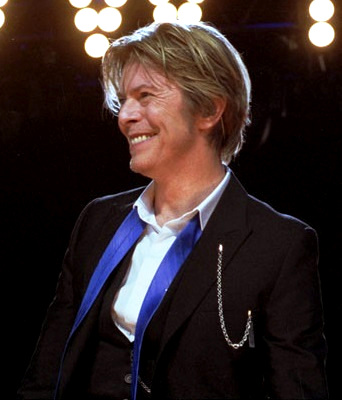
Трехкратный победитель Дэвид Боуи

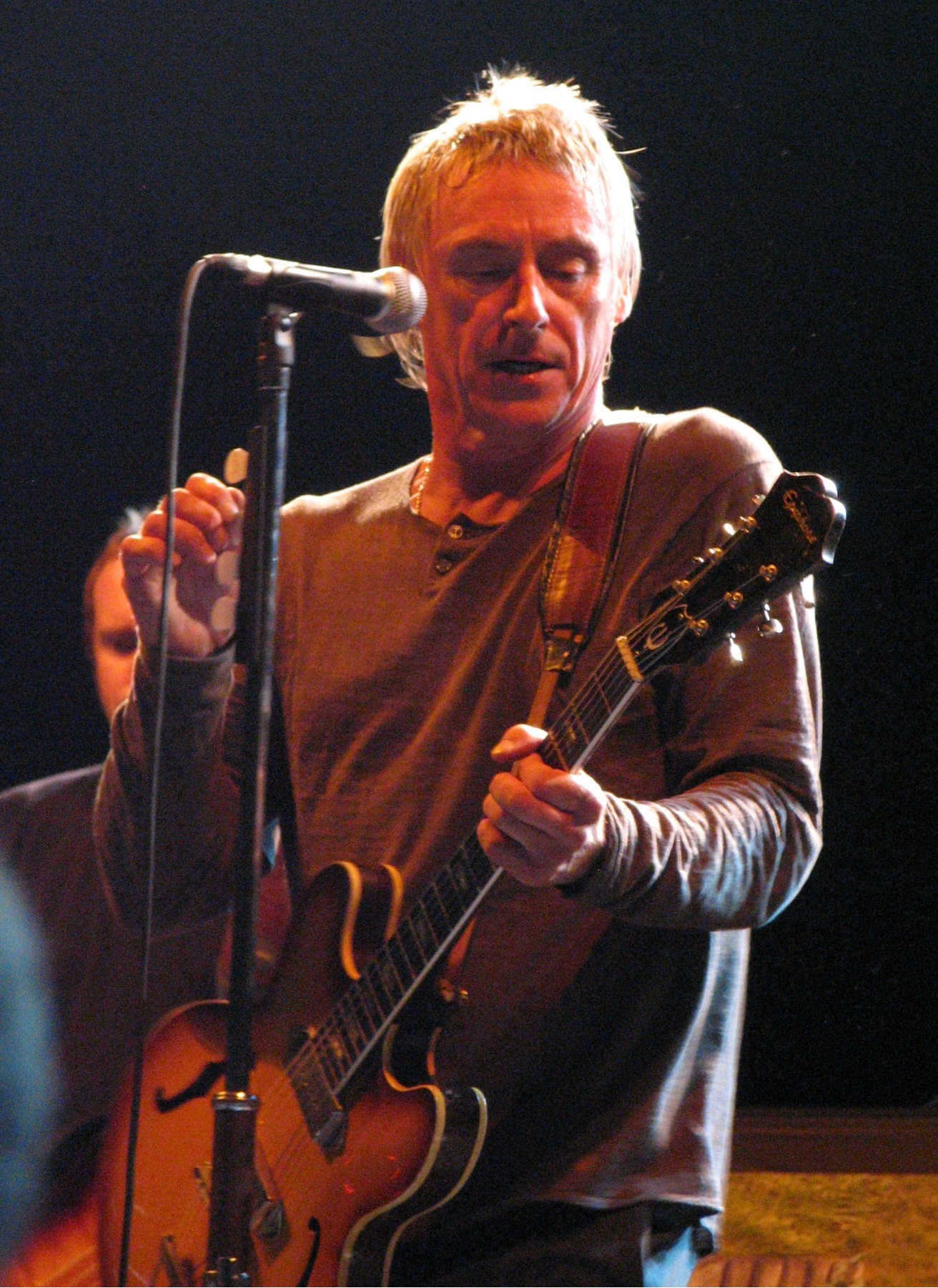
Трехкратный победитель Пол Уэллер

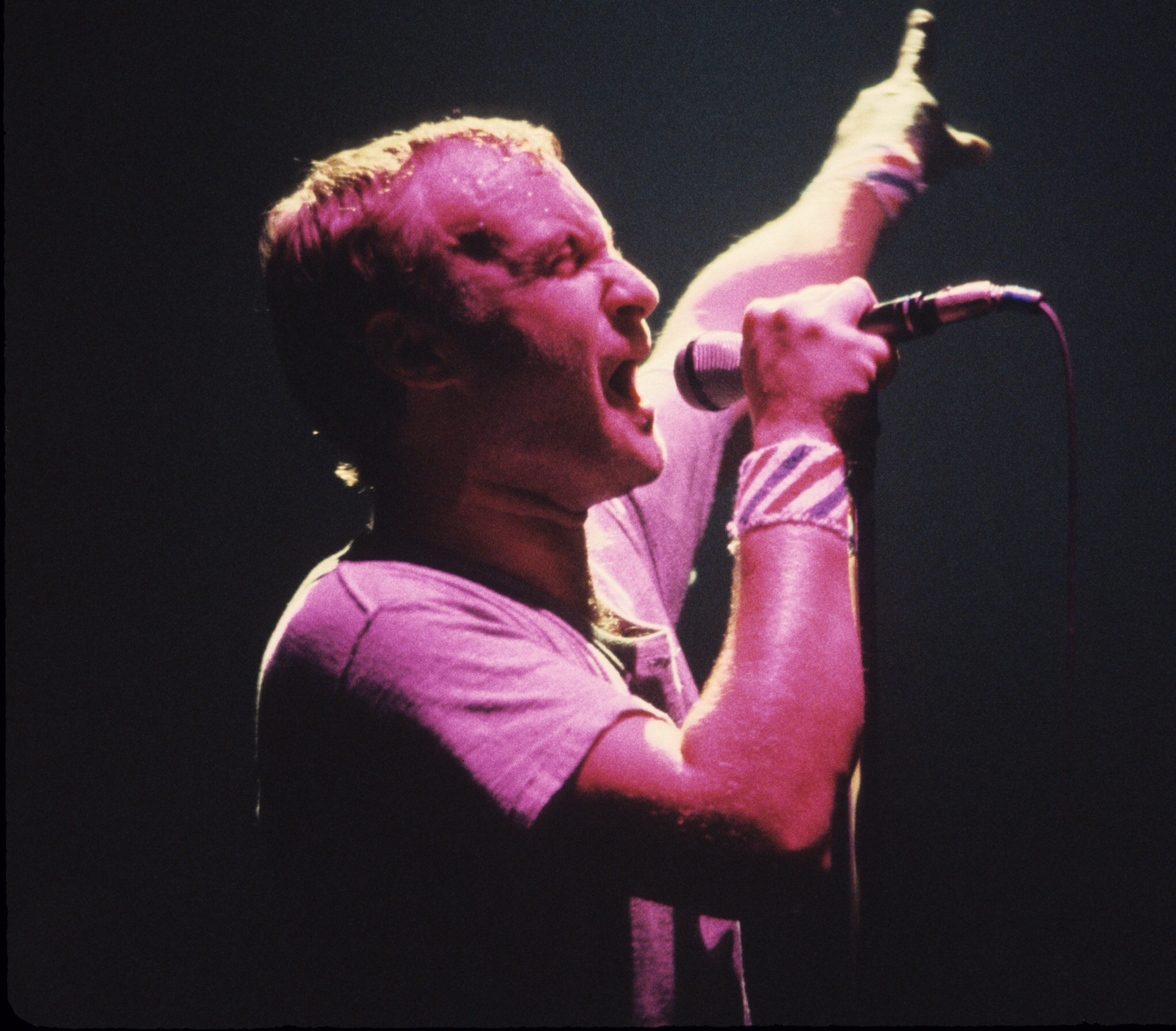
Трехкратный победитель Фил Коллинз

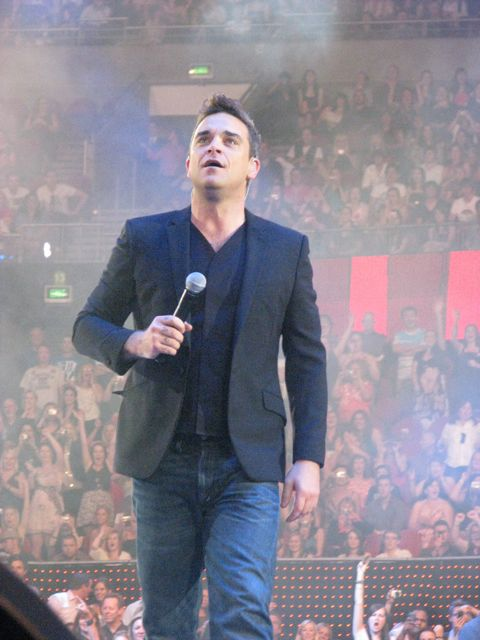
Четырехкратный победитель Робби Уильямс

| Год  | Получатель        | Номинанты                                                                               |
| ---- | ----------------- | --------------------------------------------------------------------------------------- |
| 1977 | Клифф Ричард      | - Элтон Джон - Род Стюарт - Том Джонс                                                   |
| 1982 | Клифф Ричард      | - Элвис Костелло - Шейкин Стивенс                                                       |
| 1983 | Пол Маккартни     | - Клифф Ричард - Фил Коллинз - Шейкин Стивенс                                           |
| 1984 | Дэвид Боуи        | - Клифф Ричард - Элтон Джон - Пол Маккартни - Пол Янг                                   |
| 1985 | Пол Янг           | - Дэвид Боуи - Ховард Джонс - Ник Кершоу - Пол Маккартни                                |
| 1986 | Фил Коллинз       | - Элтон Джон - Мидж Юр - Пол Янг - Стинг                                                |
| 1987 | Питер Гэбриел     | - Билли Оушен - Крис де Бург - Фил Коллинз - Роберт Палмер                              |
| 1988 | Джордж Майкл      | - Крис Ри - Клифф Ричард - Рик Эстли - Стив Уинвуд                                      |
| 1989 | Фил Коллинз       | - Крис Ри - Джордж Майкл - Роберт Палмер - Стив Уинвуд                                  |
| 1990 | Фил Коллинз       | - Крис Ри - Клифф Ричард - Роланд Гифт - Ван Моррисон                                   |
| 1991 | Элтон Джон        | - Джордж Майкл - Джимми Самервилл - Фил Коллинз - Роберт Смит - Ван Моррисон            |
| 1992 | Seal              | - Элтон Джон - Джордж Майкл - Кенни Томас - Фил Коллинз - Ван Моррисон                  |
| 1993 | Мик Хакнелл       | - Элтон Джон - Эрик Клэптон - Джордж Майкл - Джо Кокер - Фил Коллинз                    |
| 1994 | Стинг             | - Апач Индиан - Пол Уэллер - Род Стюарт - Ван Моррисон                                  |
| 1995 | Пол Уэллер        | - Элвис Костелло - Эрик Клэптон - Моррисси - Seal                                       |
| 1996 | Пол Уэллер        | - Эдвин Коллинз - Джимми Нейл - Tricky - Ван Моррисон                                   |
| 1997 | Джордж Майкл      | - Марк Моррисон - Мик Хакнелл - Стинг - Tricky                                          |
| 1998 | Финли Куэй        | - Элтон Джон - Гэри Барлоу - Пол Уэллер - Робби Уильямс                                 |
| 1999 | Робби Уильямс     | - Fatboy Slim - Иан Браун - Бернард Батлер - Линден Дэвид Холл                          |
| 2000 | Том Джонс         | - Дэвид Боуи - Иан Браун - Стинг - Ван Моррисон                                         |
| 2001 | Робби Уильямс     | - Badly Drawn Boy - Крейг Дэвид - Дэвид Грэй - Fatboy Slim                              |
| 2002 | Робби Уильямс     | - Aphex Twin - Крейг Дэвид - Элтон Джон - Иан Браун                                     |
| 2003 | Робби Уильямс     | - Badly Drawn Boy - Крейг Дэвид - Дэвид Грэй - The Streets                              |
| 2004 | Дэниел Бедингфилд | - Badly Drawn Boy - Дэвид Боуи - Диззи Раскал - Уилл Янг                                |
| 2005 | The Streets       | - Джейми Каллум - Лемар - Моррисси - Уилл Янг                                           |
| 2006 | Джеймс Блант      | - Antony and the Johnsons - Иан Браун - Робби Уильямс - Уилл Янг                        |
| 2007 | Джеймс Моррисон   | - Джарвис Кокер - Лемар - Паоло Нутини - Том Йорк                                       |
| 2008 | Марк Ронсон       | - Джейми Ти - Мика - Ньютон Фолкнер - Ричард Хоули                                      |
| 2009 | Пол Уэллер        | - Иан Браун - Джеймс Моррисон - The Streets - Уилл Янг                                  |
| 2010 | Диззи Раскал      | - Кельвин Харрис - Мика - Паоло Нутини - Робби Уильямс                                  |
| 2011 | Plan B            | - Марк Ронсон - Пол Уэллер - Роберт Плант - Тайни Темпа                                 |
| 2012 | Эд Ширан          | - Джеймс Блейк - Джеймс Моррисон - Noel Gallagher’s High Flying Birds - Professor Green |
| 2013 | Бен Ховард        | - Кельвин Харрис - Олли Мерс - Plan B - Ричард Хоули                                    |
| 2014 | Дэвид Боуи        | - Джейк Багг - Джеймс Блейк - Джон Ньюмен - Том Оделл                                   |
| 2015 | Эд Ширан          | - Деймон Албарн - Джордж Эзра - Паоло Нутини - Сэм Смит                                 |
| 2016 | Джеймс Бэй        | - Aphex Twin - Кельвин Харрис - Jamie xx - Марк Ронсон                                  |
| 2017 | Дэвид Боуи        | - Крейг Дэвид - Kano - Майкл Киванука - Скепта                                          |
| 2018 | Stormzy           | - Эд Ширан - Лиам Галлахер - Лойл Карнер - Rag’n’Bone Man                               |
| 2019 | Джордж Эзра       | - Aphex Twin - Крейг Дэвид - Giggs - Сэм Смит                                           |
| 2020 | Stormzy           | - Дэйв - Гарри Стайлз - Льюис Капальди - Майкл Киванука                                 |